# Diecezja Laohekou
Diecezja Laohekou (łac. Dioecesis Laohocheuvensis, chiń. 天主教老河口教区) – rzymskokatolicka diecezja ze stolicą w Laohekou, w prefekturze miejskiej Xiangyang, w prowincji Hubei, w Chińskiej Republice Ludowej. Biskupstwo jest sufraganią archidiecezji Hankou.

## Historia
2 września 1870 papież Pius IX brewe Quae Christianae rei erygował wikariat apostolski Północno-zachodniego Hubei. Dotychczas wierni z tych terenów należeli do wikariatu apostolskiego Hubei (obecnie archidiecezja Hankou).
3 grudnia 1924 zmieniono nazwę na wikariat apostolski Laohekou. 25 maja 1936 wydzielono z niego prefekturę apostolską Xiangyang (obecnie diecezja Xiangyang).
W wyniku reorganizacji chińskich struktur kościelnych dokonanych przez Piusa XII 11 kwietnia 1946 wikariat apostolski Laohekou został podniesiony do rangi diecezji.
Z 1950 pochodzą ostatnie pełne, oficjalne kościelne statystyki. Diecezja Laohekou liczyła wtedy:
- 20 445 wiernych (0,8% społeczeństwa)
- 27 kapłanów (12 diecezjalnych i 15 zakonnych)
- 46 sióstr i 6 braci zakonnych
- 14 parafii.

Od zwycięstwa komunistów w chińskiej wojnie domowej w 1949 diecezja, podobnie jak cały prześladowany Kościół katolicki w Chinach, nie może normalnie działać. Bp Alfonso Maria Corrado Ferrani OFM został wydalony z komunistycznych Chin w 1955. Brak jest informacji o jakimkolwiek biskupie z Kościoła podziemnego.
Patriotyczne Stowarzyszenie Katolików Chińskich nigdy nie mianowało swojego ordynariusza w Laohekou, a w 1999 zlikwidowało tę diecezję przyłączając ją do diecezji Xiangyang. Zostało to dokonane bez mandatu Stolicy Świętej, więc z kościelnego punktu widzenia działania te były nielegalne i nieważne.

## Ordynariusze
wszyscy hierarchowie byli Włochami

### Wikariusze apostolscy
- Pascal Bili OFM (1876 – 1878)
- Ezechias Banci OFM (1879 – 1903)
- Fabiano Landi OFM (1904 – 1920)
- Luigi Ermenegildo Ricci OFM (1922 – 1930)
- Alfonso Maria Corrado Ferrani OFM (1930 - 1932) administrator apostolski
- Alfonso Maria Corrado Ferrani OFM (1932 - 1946)

### Biskupi
- Alfonso Maria Corrado Ferrani OFM (1946 - 1966) de facto wydalony z kraju w 1955, nie miał po tym czasie realnej władzy w diecezji
- sede vacante (być może urząd sprawował biskup(i) Kościoła podziemnego) (1966 – nadal)